# Список аэропортов по коду ИКАО: E
Список аэропортов по коду ИКАО: A — B — C — D — E — F — G — H — I — J — K — L — M — N — O — P — Q — R — S — T — U — V — W — X — Y — Z
Формат записей:
- ИКАО (ИАТА) — Название аэропорта — Местоположение.

## EB —Бельгия
См. также Категория:Аэропорты Бельгии
- EBAW (ANR) — Антверпенский Международный аэропорт — Антверпен
- EBBE — Beauvechain AB — Бовешен
- EBBL — Kleine-Brogel AB — Kleine Brogel
- EBBR (BRU) — Брюссель аэропорт — Брюссель / Завентем
- EBBT — Brasschaat AB — Brasschaat
- EBBX — Jehonville AB — Bertrix
- EBCI (CRL) — Brussels South Charleroi аэропорт — Шарлеруа
- EBCV — Chievres AB (U.S. Air Force) — Шьевр
- EBFN — Koksijde AB — Коксейде
- EBFS — Florennes AB — Florennes
- EBGB — Lint аэропорт — Гримберген / Lint
- EBHN — Hoevenen аэропорт — Hoevenen
- EBKH — Balen-Keiheuvel аэропорт — Бален (коммуна)
- EBKT (KJK) — Kortrijk-Wevelgem аэропорт — Кортрейк / Wevelgem
- EBLG (LGG) — Liege аэропорт — Льеж (провинция)
- EBMB — Melsbroek AB — Брюссель
- EBNM — Suarlee аэропорт — Намюр
- EBOS (OST) — Международный аэропорт Остенде-Брюгге — Остенде
- EBSH — Saint-Hubert аэропорт — Saint-Hubert
- EBSL — Zutendaal AB — Zutendaal
- EBSP — La Sauveniere аэропорт — Спа
- EBST — Sint-Truiden AB — Синт-Трёйден
- EBSU — Saint-Hubert AB — Saint-Hubert
- EBTN — Goetsenhoven AB — Goetsenhoven
- EBTX — Verviers аэропорт — Theux
- EBTY — Maubray аэропорт — Турне
- EBUL — Ursel AB — Ursel
- EBWE — Weelde AB — Weelde
- EBZH — Hasselt аэропорт — Хасселт
- EBZR — Oostmalle AB — Zoersel
- EBZW — Zwartberg аэропорт — Genk

## ED —Германия
Перечислены только гражданские аэропорты Германии. Военные находятся в списке ET.
См. также Категория:Аэропорты Германии
- EDAC (AOC) — Altenburg-Nobitz аэропорт — Альтенбург
- EDAX — Lärz/Rechlin аэропорт — Рехлин
- EDDB (SXF) — Аэропорт Берлин-Шёнефельд (планируется расширение и переименование в Международный аэропорт Берлин-Бранденбург в 2011) — Берлин
- EDDC (DRS) — Дрезден — Дрезден
- EDDE (ERF) — Erfurt аэропорт — Эрфурт
- EDDF (FRA) — Международный аэропорт Франкфурт-на-Майне — Франкфурт-на-Майне
- EDDG (FMO) — Münster Osnabrück International аэропорт — Гревен
- EDDH (HAM) — Hamburg аэропорт — Гамбург
- EDDI (THF) — Темпельхоф (закрылся в 2008) — Берлин
- EDDK (CGN) — Кёльн/Бонн — Кёльн
- EDDL (DUS) — Международный аэропорт Дюссельдорф — Дюссельдорф
- EDDM (MUC) — Международный аэропорт Мюнхена (Мюнхенский международный аэропорт имени Франца-Йозефа Штрауса) — Мюнхен
- EDDN (NUE) — Аэропорт Нюрнберга — Нюрнберг
- EDDP (LEJ) — Leipzig/Halle аэропорт — Лейпциг
- EDDR (SCN) — Saarbrücken аэропорт — Заарбрюкен
- EDDS (STR) — Stuttgart Echterdingen аэропорт — Штутгарт
- EDDT (TXL) — Международный аэропорт Тегель имени Отто Лилиенталя (закрывается в 2011) — Берлин
- EDDV (HAJ) — Аэропорт Ганновер-Лангенхаген — Ганновер
- EDDW (BRE) — Bremen аэропорт — Бремен
- EDFH (HHN) — Frankfurt-Hahn аэропорт — Рейнланд-Пфальц
- EDFM (MHG) — Mannheim City аэропорт — Мангейм
- EDFZ — Mainz-Finthen — Майнц
- EDHE — Uetersen аэропорт — Хайст
- EDHK (KEL) — Kiel Holtenau аэропорт — Киль
- EDHL (LBC) — Lübeck аэропорт — Любек
- EDIU (HDB) — Heidelberg аэропорт — Гейдельберг
- EDKA (AAH) — Ахен-Merzbrück аэропорт — Ахен
- EDLN (MGL) — Düsseldorf-Mönchengladbach аэропорт — Мёнхенгладбах
- EDLP (PAD) — Paderborn Lippstadt аэропорт — Падерборн / Липпштадт
- EDLV (NRN) — Веце (бывший Niederrhein аэропорт) — Веце
- EDLW (DTM) — Дортмунд аэропорт — Дортмунд
- EDNY (FDH) — Bodensee аэропорт — Фридрихсхафен
- EDMA (AGB) — Augsburg аэропорт — Аугсбург
- EDQD (BYU) — Bindlacher Berg аэропорт (аэропорт Байройт) — Байройт
- EDSB (FKB) — Карлсруэ/Баден-Баден (аэропорт) — Баден-Баден / Карлсруэ
- EDVK (KSF) — Kassel Calden аэропорт — Кассель
- EDXW (GWT) — Зильт (аэропорт) — Вестерланд, Зильт

## EE —Эстония
См. также Категория:Аэропорты Эстонии
- EEEI — Ämari аэропорт — Ämari
- EEKA (KDL) — Кярдлаский аэропорт — Кярдла
- EEKE (URE) — Курессаарский аэропорт — Курессааре
- EEKU — Kihnu Airfield — Кихну
- EENA — Narva Airfield — Нарва
- EEPU (EPU) — Пярнуский аэропорт — Пярну
- EERA — Rapla Airfield — Рапла
- EERI — Ridali Airfield — Ridali
- EERU — Ruhnu Airfield — Рухну
- EETA — Tapa Airfield — Tapa
- EETN (TLL) — Таллинский аэропорт — Таллин
- EETU (TAY) — Тартуский аэропорт — Тарту
- EEVI — Viljandi Airfield — Вильянди

## EF —Финляндия
См. также Категория:Аэропорты Финляндии
- EFAH — Ahmosuo аэропорт — Ahmosuo
- EFAL — Alavus аэропорт — Alavus
- EFET (ENF) — Enontekiö аэропорт — Enontekiö
- EFEU — Eura аэропорт — Eura
- EFFO — Forssa аэропорт — Forssa
- EFHA (KEV) — Halli аэропорт — Kuorevesi
- EFHF (HEM) — Helsinki-Malmi аэропорт — Хельсинки
- EFHK (HEL) — Helsinki-Vantaa аэропорт — Vantaa
- EFHM — Hämeenkyrö аэропорт — Hämeenkyrö
- EFHN — Hanko аэропорт (Hangö аэропорт) — Ханко)
- EFHV (HYV) — Hyvinkää аэропорт — Хювинкяа
- EFIK — Kiikala аэропорт — Kiikala
- EFIL (SJY) — Seinäjoki аэропорт — Seinäjoki / Ilmajoki
- EFIM — Immola аэропорт — Immola
- EFIT (KTQ) — Kitee аэропорт — Kitee
- EFIV (IVL) — Ivalo аэропорт — Ivalo / Inari
- EFJM — Jämijärvi аэропорт — Jämijärvi
- EFJO (JOE) — Йоэнсуу (аэропорт) — Йоэнсу / Липери
- EFJY (JYV) — Jyväskylä аэропорт — Jyväskylän maalaiskunta
- EFKA (KAU) — Kauhava аэропорт — Kauhava
- EFKE (KEM) — Kemi-Tornio аэропорт — Kemi / Tornio
- EFKI (KAJ) — Kajaani аэропорт — Kajaani
- EFKJ (KHJ) — Kauhajoki аэропорт — Kauhajoki
- EFKK (KOK) — Kruunupyy аэропорт (Kokkola and Pietarsaari аэропорт) — Kruunupyy / Kokkola / Pietarsaari
- EFKM — Kemijärvi аэропорт — Kemijärvi
- EFKO — Kalajoki аэропорт — Kalajoki
- EFKS (KAO) — Kuusamo аэропорт — Kuusamo
- EFKT (KTT) — Kittilä аэропорт — Kittilä
- EFKU (KUO) — Kuopio аэропорт — Kuopio / Siilinjärvi
- EFKV — Kivijärvi аэропорт — Kivijärvi
- EFKY — Kymi аэропорт — Kymi
- EFLA — Vesivehmaa аэропорт — Лахти
- EFLP (LPP) — Lappeenranta аэропорт — Лаппеенранта
- EFMA (MHQ) — Mariehamn аэропорт — Mariehamn
- EFME — Menkijärvi аэропорт — Menkijärvi
- EFMI (MIK) — Mikkeli аэропорт — Миккели
- EFNU — Nummela аэропорт — Nummela
- EFOU (OUL) — Oulu аэропорт — Oulunsalo
- EFPI — Piikajärvi аэропорт — Piikajärvi
- EFPK — Pieksämäki аэропорт — Pieksämäki
- EFPO (POR) — Pori аэропорт — Pori
- EFPU — Pudasjärvi аэропорт — Pudasjärvi
- EFPY — Pyhäsalmi аэропорт — Pyhäsalmi
- EFRH — Pattijoki аэропорт — Раахе
- EFRN — Rantasalmi аэропорт — Rantasalmi
- EFRO (RVN) — Rovaniemi аэропорт — Рованиеми
- EFRU — Ranua аэропорт — Ranua
- EFRV — Kiuruvesi аэропорт — Kiuruvesi
- EFRY — Räyskälä аэропорт — Räyskälä
- EFSA (SVL) — Savonlinna аэропорт — Савонлинна
- EFSE — Selänpää аэропорт — Selänpää
- EFSO (SOT) — Sodankylä аэропорт — Sodankylä
- EFTP (TMP) — Tampere-Pirkkala аэропорт — Тампере / Pirkkala
- EFTS — Teisko аэропорт — Teisko
- EFTU (TKU) — Turku аэропорт — Турку
- EFUT (UTI) — Utti аэропорт — Utti / Valkeala
- EFVA (VAA) — Vaasa аэропорт — Vaasa
- EFVR (VRK) — Varkaus аэропорт — Varkaus / Joroinen
- EFYL (YLI) — Ylivieska аэропорт — Ylivieska

## EG —Великобритания
См. также Категория:Аэропорты Великобритании
Другие категории: Аэропорты Англии, Аэропорты Северной Ирландии, Аэропорты Шотландии, Аэропорты Уэльса
- EGAA (BFS) — Белфастский Международный Аэропорт — Белфаст, Северная Ирландия
- EGAB (ENK) — Enniskillen/St Angelo аэропорт — Enniskillen, Северная Ирландия
- EGAC (BHD) — Аэропорт Белфаст-Сити имени Джорджа Беста — Белфаст, Северная Ирландия
- EGAD — Newtownards аэропорт — Newtownards, Северная Ирландия
- EGAE (LDY) — Дерри — Дерри, Северная Ирландия
- EGBB (BHX) — Бирмингем — Бирмингем, Англия
- EGBC — Cheltenham Racecourse Heliport — Cheltenham Racecourse, Англия
- EGBD — Derby Airfield — Дерби, Англия
- EGBE (CVT) — Coventry аэропорт — Ковентри, Англия
- EGBG — Leicester аэропорт — Лестер, Англия
- EGBJ (GLO) — Gloucestershire аэропорт — Staverton, Англия
- EGBK (ORM) — Sywell Aerodrome — Нортгемптон, Англия
- EGBM — Tatenhill Airfield — Tatenhill, Англия
- EGBN (NQT) — Ноттингем (аэропорт) — Ноттингем, Англия
- EGBO — Wolverhampton аэропорт — Wolverhampton, Англия
- EGBP — Kemble Airfield — Kemble, Англия
- EGBS — Shobdon Aerodrome — Leominster, Англия
- EGBT — Turweston Airfield — Turweston, Англия
- EGBV — Silverstone Heliport — Silverstone, Англия
- EGBW — Wellesbourne Mountford Airfield — Wellesbourne, Англия
- EGCB — Манчестер-Сити — Манчестер, Англия
- EGCC (MAN) — Манчестер — Манчестер, Англия
- EGCD — Woodford Aerodrome — Stockport, Англия
- EGCF — Sandtoft Airfield — Scunthorpe, Англия
- EGCG — Strubby Airfield — Strubby, Англия
- EGCJ — Sherburn-in-Elmet Airfield — Sherburn-in-Elmet, Англия
- EGCK — Caernarfon аэропорт — Caernarfon, Уэльс
- EGCL — Fenland Airfield — Spalding, Англия
- EGCN (DSA) — Аэропорт Робин Гуд Донкастер Шеффилд — Саут-Йоркшир, Англия
- EGCO — Southport Birkdale Sands аэропорт — Southport, Англия
- EGCS — Sturgate Airfield — Линкольн, Англия
- EGCV — Sleap Airfield — Шрусбери, Англия
- EGCW — Welshpool аэропорт — Welshpool, Уэльс
- EGDC — Chivenor — Braunton, Англия
- EGDG — RAF St. Mawgan — Newquay, Англия
- EGDJ (UPV) — Upavon Airfield — Upavon, Англия
- EGDL (LYX) — RAF Lyneham — Уилтшир, Англия
- EGDM — MoD Boscombe Down — Amesbury, Англия
- EGDN — Airfield Camp Netheravon — Netheravon, Англия
- EGDO — RNAS Predannack — Mullion, Англия
- EGDP — RNAS Portland Heliport — Portland Harbour, Англия
- EGDQ (NQY) — Newquay Cornwall International аэропорт — Newquay, Англия
- EGDR — RNAS Culdrose — Helston, Англия
- EGDS — Salisbury Plain аэропорт — Bulford, Англия
- EGDT — Wroughton аэропорт — Wroughton, Англия
- EGDV — Hullavington аэропорт — Hullavington, Англия
- EGDW — RNAS Merryfield — Yeovil, Англия
- EGDX (DGX) — MoD Saint Athan — St Athan, Уэльс
- EGDY — RNAS Yeovilton — Yeovil, Англия
- EGEC (CAL) — Кэмпбелтаун — Кэмпбелтаун, Шотландия
- EGED — Идей — Идей, Шотландия
- EGEF — Фэр-Айл (аэропорт) — Фэр-Айл, Шотландия
- EGEH (WHS) — Уолси (аэропорт) — Уолси, Шотландия
- EGEN (NRL) — Норт-Роналдсей (аэропорт) — Норт-Роналдсей, Шотландия
- EGEO — Обан (аэропорт) — Обан, Шотландия
- EGEP (PPW) — Папа-Уэстрей (аэропорт) — Папа-Уэстрей, Шотландия
- EGER — Стронсей (аэропорт) — Стронсей, Шотландия
- EGES — Сандей (аэропорт) — Сандей, Шотландия
- EGET (LWK) — Тингуолл — Леруик, Шотландия
- EGEW (WRY) — Уэстрей (аэропорт) — Уэстрей, Шотландия
- EGFA — Aberporth аэропорт — Cardigan, Уэльс
- EGFC — Tremorfa Heliport — Кардифф, Уэльс
- EGFE (HAW) — Haverfordwest Aerodrome — Haverfordwest, Уэльс
- EGFF (CWL) — Кардифф — Кардифф, Уэльс
- EGFH (SWS) — Swansea аэропорт — Суонси, Уэльс
- EGFP — Pembrey аэропорт — Pembrey, Уэльс
- EGGD (BRS) — Бристоль — Бристоль, Англия
- EGGP (LPL) — Ливерпульский аэропорт имени Джона Леннона — Ливерпуль, Англия
- EGGW (LTN) — Лутон — Лондон, Англия
- EGHA — Compton Abbas Airfield — Shaftesbury, Англия
- EGHC (LEQ) — Land's End аэропорт — St Just in Penwith, Англия
- EGHD (PLH) — Plymouth City аэропорт — Плимут (Англия), Англия
- EGHE (ISC) — St. Mary's аэропорт — St. Mary’s, Англия
- EGHG — Yeovil/Westland аэропорт — Yeovil, Англия
- EGHH (BOH) — Борнмут — Борнмут, Англия
- EGHI (SOU) — Саутгемптон — Саутгемптон, Англия
- EGHJ (BBP) — Bembridge аэропорт — Sandown, Англия
- EGHK — Penzance Heliport — Penzance, Англия
- EGHL (QLA) — Lasham Airfield — Basingstoke, Англия
- EGHN — Isle of Wight/Sandown аэропорт — Sandown, Англия
- EGHO — Thruxton аэропорт — Andover, Англия
- EGHP — Popham Airfield — Popham, Англия
- EGHS — Henstridge Airfield — Хенстридж, Англия
- EGHT — Tresco Heliport — Tresco, Англия
- EGHU — Eaglescott Airfield — Great Torrington, Англия
- EGHY — Truro Aerodrome — Truro, Англия
- EGJA (ACI) — Олдерни — Олдерни, Нормандские острова
- EGJB (GCI) — Гернси — Гернси, Нормандские острова
- EGJJ (JER) — Jersey аэропорт — Джерси, Нормандские острова
- EGKA (ESH) — Шорхэм — Шорхэм-на-море, Англия
- EGKB (BQH) — Биггин Хилл — Лондон, Англия
- EGKC — Bognor Regis аэропорт — Bognor Regis, Англия
- EGKE — Challock аэропорт — Challock, Англия
- EGKG — Goodwood Racecourse Heliport — Goodwood Racecourse, Англия
- EGKH — Lashenden/Headcorn аэропорт — Maidstone, Англия
- EGKK (LGW) — Лондон Gatwick аэропорт — Лондон, Англия
- EGKR (KRH) — Redhill Aerodrome — Redhill, Англия
- EGLA — Bodmin Airfield — Bodmin, Англия
- EGLC (LCY) — Лондон-Сити — Лондон, Англия
- EGLD — Denham Aerodrome — Gerrards Cross, Англия
- EGLF (FAB) — Farnborough Airfield — Farnborough, Англия
- EGLG — Panshanger аэропорт — Hertford, Англия
- EGLJ — Chalgrove Airfield — Оксфорд, Англия
- EGLK (BBS) — Blackbushe аэропорт — Camberley, Англия
- EGLL (LHR) — Хитроу — Лондон, Англия
- EGLM — White Waltham Airfield — White Waltham, Англия
- EGLS — Old Sarum Airfield — Солсбери, Англия
- EGLT — Ascot Racecourse Heliport — Ascot Racecourse, Англия
- EGLW — Лондон Heliport — Лондон, Англия
- EGMA — Fowlmere аэропорт — Кембридж, Англия
- EGMC (SEN) — Саусенд — Саусенд-он-Си, Англия
- EGMD (LYX) — Эшфорд — Лидд, Англия
- EGMH (MSE) — Кент — Кентербери, Англия
- EGMJ — Little Gransden Airfield — St Neots, Англия
- EGML — Damyns Hall — Upminster, Англия
- EGNA — Hucknall Airfield — Ноттингем, Англия
- EGNB — Brough аэропорт — Brough, Англия
- EGNC (CAX) — Carlisle аэропорт — Carlisle, Англия
- EGNE — Gamston аэропорт — Retford, Англия
- EGNF — Netherthorpe аэропорт — Worksop, Англия
- EGNH (BLK) — Blackpool International аэропорт — Блэкпул, Англия
- EGNJ (HUY) — Хамберсайд — Кингстон-апон-Халл, Англия
- EGNL (BWF) — Barrow/Walney Island Airfield — Barrow-in-Furness, Англия
- EGNM (LBA) — Лидс-Брадфорд — Уэст-Йоркшир, Англия
- EGNO — Warton Aerodrome — Престон, Англия
- EGNR (CEG) — Hawarden аэропорт — Честер, Англия
- EGNS (IOM) — Аэропорт острова Мэн — Остров Мэн
- EGNT (NCL) — Ньюкасл (аэропорт) — Ньюкасл, Англия
- EGNU — Full Sutton Airfield — Йорк, Англия
- EGNV (MME) — Аэропорт Дарем Долина Тиса — Tees Valley, Англия
- EGNW — Wickenby Aerodrome — Линкольн, Англия
- EGNX (EMA) — Восточный Мидландс — Ист-Мидлендс, Англия
- EGNY — Beverley/Linley Hill Airfield — Беверли, Англия
- EGOD — Llanbedr аэропорт — Llanbedr, Уэльс
- EGOE — RAF Ternhill — Ternhill, Англия
- EGOQ — RAF Mona — Англси, Уэльс
- EGOV — Аэропорт Англси — Англси, Уэльс
- EGOW — RAF Woodvale — Formby, Англия
- EGPA (KOI) — Керкуолл — Керкуолл, Шотландия
- EGPB (LSI) — Самборо — Шетлендские острова, Шотландия
- EGPC (WIC) — Уик (аэропорт) — Уик, Шотландия
- EGPD (ABZ) — Абердин — Абердин, Шотландия
- EGPE (INV) — Инвернесс (аэропорт) — Инвернесс, Шотландия
- EGPF (GLA) — Глазго Международный — Глазго, Шотландия
- EGPG — Камбернолд (аэропорт) — Камбернолд, Шотландия
- EGPH (EDI) — Аэропорт Эдинбурга — Эдинбург, Шотландия
- EGPI (ILY) — Айлей — Айлей, Шотландия
- EGPJ — Файф (аэропорт) — Гленротес, Шотландия
- EGPK (PIK) — Глазго Прествик — Глазго, Шотландия
- EGPL (BEB) — Бенбекьюла — Бенбекьюла, Шотландия
- EGPM (SCS) — Скатста — Леруик, Шотландия
- EGPN (DND) — Данди — Данди, Шотландия
- EGPO (SYY) — Сторновей — Сторновей, Шотландия
- EGPR (BRR) — Барра — Барра, Шотландия
- EGPT (PSL) — Перт (аэропорт) — Перт, Шотландия
- EGPU (TRE) — Тайри (аэропорт) — Тайри, Шотландия
- EGQK (FSS) — RAF Кинлосс — Кинлосс, Шотландия
- EGQL (ADX) — RAF Льюхарс — Льюхарс, Шотландия
- EGQM — RAF Boulmer — Alnwick, Англия
- EGQS (LMO) — RAF Лоссимут — Лоссимут, Шотландия
- EGSA — Shipdham аэропорт — Shipdham, Англия
- EGSB — Bedford Castle Mill аэропорт — Бедфорд, Англия
- EGSC (CBG) — Cambridge аэропорт — Кембридж, Англия
- EGSD — Great Yarmouth - North Denes аэропорт — Great Yarmouth, Англия
- EGSF — Peterborough Business аэропорт — Peterborough, Англия
- EGSG — Stapleford Aerodrome — Romford, Англия
- EGSH (NWI) — Норидж — Норидж, Англия
- EGSJ — Seething Airfield — Norwich, Англия
- EGSK — Hethel аэропорт — Hethel, Англия
- EGSL — Andrewsfield аэропорт — Braintree, Англия
- EGSM — Beccles аэропорт — Beccles, Англия
- EGSN — Bourn аэропорт — Cambridge, Англия
- EGSO — Crowfield Airfield — Ipswich, Англия
- EGSP — Peterborough/Sibson аэропорт — Peterborough, Англия
- EGSQ — Clacton аэропорт — Clacton-on-Sea, Англия
- EGSR — Earls Colne Airfield — Halstead, Англия
- EGSS (STN) — Станстед — Лондон, Англия
- EGST — Elmsett аэропорт — Ipswich, Англия
- EGSU (QFO) — Duxford — Cambridge, Англия
- EGSV — Old Buckenham аэропорт — Norwich, Англия
- EGSX — North Weald Airfield — North Weald, Англия
- EGSY (SZE) — Sheffield City аэропорт — Шеффилд, Англия
- EGTB — Wycombe Air Park/Booker аэропорт — High Wycombe, Англия
- EGTC — Cranfield аэропорт — Cranfield, Англия
- EGTD — Dunsfold Aerodrome — Dunsfold, Англия
- EGTE (EXT) — Эксетер — Эксетер, Англия
- EGTF — Fairoaks аэропорт — Chobham, Англия
- EGTG (FZO) — Filton Aerodrome — Filton, Англия
- EGTK (OXF) — Oxford аэропорт — Оксфорд, Англия
- EGTO (RCS) — Rochester аэропорт, England — Rochester, Англия
- EGTP — Perranporth Airfield — Perranporth, Англия
- EGTR — Elstree Airfield — Уотфорд, Англия
- EGTU — Dunkeswell Aerodrome — Honiton, Англия
- EGTW — Oaksey Park аэропорт — Oaksey, Англия
- EGUB — RAF Benson — Benson, Англия
- EGUD (ABB) — RAF Abingdon — Abingdon, Англия
- EGUL (LKZ) — RAF Lakenheath — Lakenheath, Англия
- EGUN (MHZ) — RAF Mildenhall — Mildenhall, Англия
- EGUO — Colerne аэропорт — Colerne, Англия
- EGUW — RAF Wattisham — Stowmarket, Англия
- EGUY (QUY) — RAF Wyton — St Ives, Англия
- EGVA (FFD) — RAF Fairford — Fairford, Англия
- EGVN (BZZ) — RAF Brize Norton — Brize Norton, Англия
- EGVO (ODH) — RAF Odiham — Odiham, Англия
- EGVP — AAC Middle Wallop Airfield — Andover, Англия
- EGWC — RAF Cosford — Albrighton, Англия
- EGWE — RAF Henlow — Henlow, Англия
- EGWN — RAF Halton — Halton, Англия
- EGWU (NHT) — RAF Northolt — Ruislip, Англия
- EGXC (QCY) — RAF Coningsby — Coningsby, Англия
- EGXD — RAF Dishforth — Северный Йоркшир, Англия
- EGXE — RAF Leeming — Leeming Bar, Англия
- EGXG — RAF Church Fenton — Church Fenton, Англия
- EGXH (BEQ) — RAF Honington — Thetford, Англия
- EGXP (SQZ) — RAF Scampton — Scampton, Англия
- EGXT — RAF Wittering — Stamford, Англия
- EGXU (HRT) — RAF Linton-on-Ouse — Linton-on-Ouse, Англия
- EGXW (WTN) — RAF Waddington — Waddington, Англия
- EGXY — RAF Syerston — Newark-on-Trent, Англия
- EGXZ — RAF Topcliffe — Topcliffe, Англия
- EGYC (CLF) — RAF Coltishall — Norwich, Англия
- EGYD — RAF Cranwell — Cranwell, Англия
- EGYE — RAF Barkston Heath — Grantham, Англия
- EGYM (MRH) — RAF Marham — Marham, Англия
- EGYP (MPN) — RAF Mount Pleasant — Фолклендские (Мальвинские) острова (note: not in SF.. series)

## EH —Нидерланды
См. также Категория:Аэропорты Нидерландов
- EHAM (AMS) — Амстердамский аэропорт Схипхол — Хаарлеммермеер, близ Амстердама
- EHHV — Hilversum аэропорт — Hilversum
- EHBD — Budel аэропорт — Weert
- EHBK (MST) — Маастрихт/Ахен (аэропорт) — Маастрихт
- EHDB — De Bilt аэропорт — De Bilt
- EHDL — Deelen аэропорт — Deelen
- EHDP — De Peel аэропорт — Venraij
- EHDR — Drachten аэропорт — Drachten
- EHEH (EIN) — Eindhoven аэропорт — Eindhoven
- EHGR — Gilze-Rijen аэропорт — Gilze-Rije
- EHHO — Hoogeveen аэропорт — Hoogeveen
- EHKD — Den Holder аэропорт — De Kooy
- EHKL — Volkel аэропорт — Vonkel
- EHLE (LEY) — Lelystad аэропорт — Lelystad
- EHGG (GRQ) — Groningen аэропорт Eelde — Eelde
- EHLW — Leeuwarden аэропорт — Leeuwarden
- EHMC — Nieuw Millingen аэропорт — Nieuw Millingen
- EHMZ — Midden-Zeeland — Middelburg, Zeeland
- EHNP — Noord Oost Polder аэропорт — Emmeloord
- EHRD (RTM) — Rotterdam аэропорт — Rotterdam
- EHSB (SSB) — Soestenberg аэропорт — Soestenberg
- EHSE — Seppe аэропорт — Hoeven
- EHST — Stadskanaal аэропорт — Stadskanaal
- EHTE — Deventer аэропорт — Deventer
- EHTW (ENS) — Enschede аэропорт Twente — Enschede
- EHTX — Международный аэропорт Тексел — Тексел
- EHVB — Valkenburg аэропорт — Valkenburg
- EHWO (BZM) — Woensdrecht аэропорт — Woensdrecht
- EHYM — IJmuiden аэропорт — IJmuiden
- EHYP (YPB) — Ypenburg аэропорт — Ypenburg

## EI —Ирландия
См. также Категория:Аэропорты Ирландии
- EICA (NNR) — Connemara Regional аэропорт — Inverin, Коннемара
- EICK (ORK) — Международный аэропорт Корк — Корк
- EICM (GWY) — аэропорт Голуэй — Карнмор, графство Голуэй
- EIDL (CFN) — аэропорт Донегол (Каррикфин), посёлок Банбег, графство Донегол
- EIDW (DUB) — Дублинский аэропорт — Дублин
- EIKN (NOC) — Ирландский западный аэропорт Нок — Нок, графство Мейо
- EIKY (KIR) — аэропорт Керри (Фарранфор) — Фарранфор, графство Керри
- EINN (SNN) — Международный аэропорт Шаннон — Шаннон, графство Клэр
- EISG (SXL) — аэропорт Слайго — Страндхилл, близ Слайго
- EIWF (WAT) — Уотерфордский аэропорт — Уотерфорд

## EK —Дания
См. также Категория:Аэропорты Дании
- EKAH (AAR) — Aarhus аэропорт — Tirstrup близ Aarhus
- EKBI (BLL) — Billund аэропорт — Billund
- EKCH (CPH) — Каструп — Каструп близ Копенгагена
- EKEB (EBJ) — Esbjerg аэропорт — Esbjerg
- EKKA (KRP) — Karup аэропорт — Karup
- EKOD (ODE) — Odense аэропорт — Odense
- EKRK (RKE) — Roskilde аэропорт —Tune близ Roskilde
- EKRN (RNN) — Bornholm аэропорт —Rønne
- EKSB (SGD) — Sønderborg аэропорт — Sønderborg
- EKSN (KSN) — Sindal аэропорт —Sindal
- EKSP (SKS) — Skrydstrup аэропорт — Vojens
- EKSV (SQW) — Skive аэропорт —Skive
- EKTS (TED) — Thisted аэропорт — Thisted
- EKVJ (STA) — Stauning Vestjylland аэропорт — Skjern
- EKYT (AAL) — Aalborg аэропорт — Aalborg
- EKVD (VDP) — Vamdrup аэропорт — Kolding
- EKVG (FAE) — Вагар — Фарерские острова

## EL —Люксембург
См. также Категория:Аэропорты Люксембурга
- ELLX (LUX) — Международный аэропорт Люксембург-Финдел — Люксембург

## EN —Норвегия
См. также Категория:Аэропорты Норвегии
- ENAL (AES) — Аэропорт Олесунн — Олесунн, Мёре-ог-Ромсдал
- ENAN (ANX) — Andøya аэропорт, Andenes — Andenes, Nordland
- ENAS — Аэропорт Ню-Олесунн — Ню-Олесунн, Шпицберген
- ENAT (ALF) — Alta аэропорт — Alta, Finnmark
- ENBJ — Bjørnøya — Bear Island, Arctic
- ENBL (FDE) — Førde аэропорт, Bringeland — Førde, Sogn og Fjordane
- ENBM — Voss аэропорт, Bømoen — Voss, Hordaland
- ENBN (BNN) — Brønnøysund аэропорт, Brønnøy — Brønnøysund, Nordland
- ENBO (BOO) — Bodø аэропорт — Bodø, Nordland
- ENBR (BGO) — Bergen аэропорт, Flesland — Bergen, Hordaland
- ENBS (BJF) — Båtsfjord аэропорт — Båtsfjord, Finnmark
- ENBV (BVG) — Berlevåg аэропорт — Berlevåg , Finnmark
- ENCN (KRS) — Kristiansand аэропорт, Kjevik — Kristiansand, Vest-Agder
- ENDI (DLD) — Geilo аэропорт, Dagali — Geilo, Buskerud
- ENDR — Draugen — Draugen oil field, Norwegian Sea
- ENDU (BDU) — Bardufoss аэропорт — Bardufoss, Troms
- ENEG — Hønefoss аэропорт, Eggemoen — Hønefoss, Buskerud
- ENEV (EVE) — Harstad/Narvik аэропорт, Evenes — Evenes, Nordland / Troms
- ENFB (FBU) — Oslo аэропорт, Fornebu (закрыт) — Осло, Akershus
- ENFG (VDB) — Fagernes аэропорт, Leirin — Fagernes, Oppland
- ENFL (FRO) — Аэропорт Флурё — Флурё, Согн-ог-Фьюране
- ENFR — Frigg — North Sea
- ENGA — Gullfaks A — Gullfaks oil field, North Sea
- ENGC — Gullfaks C — Gullfaks oil field, North Sea
- ENGM (OSL) — Аэропорт Осло, Гардермуэн — Gardermoen (близ Осло), Akershus
- ENHA (HMR) — Hamar аэропорт, Stafsberg — Hamar, Hedmark
- ENHD (HAU) — Haugesund аэропорт, Karmøy — Haugesund, Rogaland
- ENHE — Heidrun — Heidrun oil field, North Sea
- ENHF (HFT) — Hammerfest аэропорт — Hammerfest, Finnmark
- ENHK (HAA) — Hasvik аэропорт — Hasvik, Finnmark
- ENHN — Elverum аэропорт, Starmoen — Elverum, Hedmark
- ENHS — Hokksund аэропорт — Hokksund, Buskerud
- ENHV (HVG) — Honningsvåg аэропорт, Valan — Honningsvåg, Finnmark
- ENJA — Jan Mayen аэропорт — Jan Mayen
- ENJB — Tønsberg аэропорт, Jarlsberg — Tønsberg, Vestfold
- ENKB (KSU) — Kristiansund аэропорт, Kvernberget — Kristiansund, Møre og Romsdal
- ENKJ — Kjeller аэропорт — Kjeller, Akershus
- ENKR (KKN) — Kirkenes аэропорт, Høybuktmoen — Kirkenes, Finnmark
- ENLI (FAN) — Farsund аэропорт, Lista — Farsund, Vest-Agder
- ENLK (LKN) — Leknes аэропорт — Leknes, Nordland
- ENMH (MEH) — Mehamn аэропорт — Mehamn, Finnmark
- ENML (MOL) — Molde аэропорт, Årø — Molde, Møre og Romsdal
- ENMS (MJF) — Mosjøen аэропорт, Kjærstad — Mosjøen, Nordland
- ENNA (LKL) — Lakselv аэропорт, Banak — Lakselv, Finnmark
- ENNK (NVK) — Narvik аэропорт, Framnes — Narvik, Nordland
- ENNM (OSY) — Namsos аэропорт — Namsos, Nord-Trøndelag
- ENNO — Notodden аэропорт — Notodden, Telemark
- ENOA — Oseberg A — Oseberg oil field, North Sea
- ENOL (OLA) — Ørland Main Air Station — , Sør-Trøndelag
- ENOP — Oppdal аэропорт, Fagerhaug — Oppdal, Sør-Trøndelag
- ENOV (HOV) — Ørsta-Volda аэропорт, Hovden — Ørsta/Volda, Møre og Romsdal
- ENRA (MQN) — Mo i Rana аэропорт, Røssvold — Mo i Rana, Nordland
- ENRI — Ringebu аэропорт, Frya — Ringebu, Oppland
- ENRK — Rakkestad аэропорт, Åstorp — Rakkestad, Østfold
- ENRM (RVK) — Rørvik аэропорт, Ryum — Rørvik, Nord-Trøndelag
- ENRO (RRS) — Røros аэропорт — Røros, Sør-Trøndelag
- ENRS (RET) — Røst аэропорт — Røst, Nordland
- ENRV — Reinsvoll аэропорт — Reinsvoll, Oppland
- ENSA — Svea аэропорт — Sveagruva, Svalbard
- ENSB (LYR) — Svalbard аэропорт, Longyear — Longyearbyen, Svalbard
- ENSD (SDN) — Sandane аэропорт, Anda — Sandane, Sogn og Fjordane
- ENSG (SOG) — Sogndal аэропорт, Haukåsen — Sogndal, Sogn og Fjordane
- ENSH (SVJ) — Svolvær аэропорт, Helle — Svolvær, Nordland
- ENSK (SKN) — Stokmarknes аэропорт, Skagen — Stokmarknes, Nordland
- ENSN (SKE) — Skien аэропорт, Geiteryggen — Skien, Telemark
- ENSO (SRP) — Stord аэропорт, Sørstokken — Leirvik, Hordaland
- ENSR (SOJ) — Sørkjosen аэропорт — Nordreisa, Troms
- ENSS (VAW) — Vardø аэропорт, Svartnes — Vardø, Finnmark
- ENST (SSJ) — Sandnessjøen аэропорт, Stokka — Sandnessjøen, Nordland
- ENSU — Sunndalsøra аэропорт, Vinnu — Sunndalsøra, Møre og Romsdal
- ENTC (TOS) — Tromsø аэропорт, Langnes — Tromsø, Troms
- ENTO (TRF) — Sandefjord аэропорт, Torp — Sandefjord, Vestfold
- ENUK (GLL) — Gol аэропорт, Klanten — Gol, Buskerud
- ENVA (TRD) — Trondheim аэропорт, Værnes — Stjørdal, Nord-Trøndelag
- ENVD (VDS) — Vadsø аэропорт — Vadsø, Finnmark
- ENVR (VDS) — Værøy Heliport — Værøy, Nordland
- ENZV (SVG) — Stavanger аэропорт, Sola — Stavanger, Rogaland

## EP —Польша
См. также Категория:Аэропорты Польши
- EPBY (BZG) — Bydgoszcz Ignacy Jan Paderewski аэропорт — Быдгощ
- EPGD (GDN) — Гданьский аэропорт имени Леха Валенсы — Гданьск
- EPKK (KRK) — John Paul II International аэропорт Kraków-Balice — Краков
- EPKT (KTW) — Катовицкий международный аэропорт в Пыжовице — Катовице
- EPLL (LCJ) — Łódź Władysław Reymont аэропорт (бывший Łódź-Lublinek аэропорт) — Лодзь
- EPPO (POZ) — Poznań-Ławica аэропорт — Познань
- EPRZ (RZE) — Rzeszów-Jasionka аэропорт — Жешув
- EPSC (SZZ) — Szczecin-Goleniów "Solidarność" аэропорт — Щецин
- EPSY (SZY) — Szczytno-Szymany International аэропорт — Щитно
- EPWA (WAW) — Варшавский международный аэропорт имени Фредерика Шопена (бывший Okecie International аэропорт) — Варшава
- EPWR (WRO) — Wrocław International аэропорт — Вроцлав
- EPZG (IEG) — Zielona Góra-Babimost аэропорт — Zielona Góra

## ES —Швеция
См. также Категория:Аэропорты Швеции
- ESDF (RNB) — Роннебю аэропорт — Роннебю
- ESGG (GOT) — Гётеборг-Ландветтер аэропорт — Гётеборг
- ESGJ (JKG) — Йёнчёпинг аэропорт — Йёнчёпинг
- ESGP (GSE) — Гётеборг-Сити аэропорт — Гётеборг
- ESGT (THN) — Тролльхеттан-Венерсборг аэропорт — Тролльхеттан, Венерсборг
- ESKM (MXX) — Мура-Сильян аэропорт — Мура
- ESKN (NYO) — Стокгольм-Скавста аэропорт — Стокгольм, Нючёпинг
- ESMK (KID) — Кристианстад аэропорт — Кристианстад
- ESMO (OSK) — Оскарсхамн аэропорт — Оскарсхамн
- ESMQ (KLR) — Кальмар аэропорт — Кальмар
- ESMS (MMX) — Мальмё-Стуруп аэропорт — Мальмё
- ESMT (HAD) — Хальмстад аэропорт — Хальмстад
- ESMX (VXO) — Векшё-Смоланд аэропорт — Векшё
- ESND (EVG) — Свег аэропорт — Свег
- ESNG (GEV) — Елливаре аэропорт — Елливаре
- ESNK (KRF) — Крамфорс аэропорт — Крамфорс, Соллефтео
- ESNL (LYC) — Люкселе аэропорт — Люкселе
- ESNN (SDL) — Сундсвалль-Тимро аэропорт — Сундсвалль
- ESNO (OER) — Эрншёльдсвик аэропорт — Эрншёльдсвик
- ESNQ (KRN) — Кируна аэропорт — Кируна
- ESNS (SFT) — Шеллефтео аэропорт — Шеллефтео
- ESNU (UME) — Умео аэропорт — Умео
- ESNV (VHM) — Вильхельмина-Сагадал аэропорт — Вильхельмина
- ESNX (AJR) — Арвидсъяур аэропорт — Арвидсъяур
- ESOE (ORB) — Эребру аэропорт — Эребру
- ESOK (KSD) — Карлстад аэропорт — Карлстад
- ESOW (VST) — Стокгольм-Вестерос аэропорт — Стокгольм, Вестерос
- ESPA (LLA) — Лулео аэропорт — Лулео
- ESPC (OSD) — Оре-Эстерсунд аэропорт — Эстерсунд
- ESPD (SQO) — Стуруман аэропорт — Стуруман
- ESSA (ARN) — Стокгольм-Арланда аэропорт — Стокгольм
- ESSB (BMA) — Стокгольм-Бромма аэропорт — Стокгольм
- ESSD (BLE) — Дала аэропорт — Бурленге
- ESSF (HLF) — Хультсфред аэропорт — Хультсфред
- ESSL (LPI) — Линчёпинг-Сити аэропорт — Линчёпинг
- ESSP (NRK) — Норрчёпинг аэропорт — Норрчёпинг
- ESSV (VBY) — Висбю аэропорт — Висбю
- ESTA (AGH) — Энгельхольм-Хельсингборг аэропорт — Энгельхольм, Хельсингборг
- ESUP (PJA) — Паяла аэропорт — Паяла
- ESUT (HMV) — Хемаван-Тернабю аэропорт — Хемаван

## ET —Германия(военные)
- ETAD (SPM) — Авиабаза Шпангдалем — Шпангдалем
- ETAR (RMS) — Рамштайн (авиабаза) — Рамштайн
- ETNG (GKE) — НА́ТО Авиабаза Гайленкирхен — Гайленкирхен
- ETNL (RLG) — Росток Laage аэропорт — Росток
- ETNN — Авиабаза Нёрфених — Нёрфених
- ETSA — Авиабаза Пенцинг — Ландсберг-на-Лехе
- ETSI (IGS) — Ингольштадт Манхинг аэропорт — Ингольштадт
- ETSL — Авиабаза Lechfeld — Lechfeld

## EV —Латвия
См. также Категория:Аэропорты Латвии
- EVLA (LPX) — Liepāja International аэропорт — Liepāja
- EVRA (RIX) — Рижский международный аэропорт — Рига
- EVVA (VTS) — Ventspils International аэропорт — Ventspils

## EY —Литва
См. также Категория:Аэропорты Литвы

### Международные аэропорты
- EYPA (PLQ) — Международный аэропорт Паланга — Паланга
- EYVI (VNO) — Вильнюсский международный аэропорт — Вильнюс
- EYKA (KUN) — Каунасский международный аэропорт — Каунас
- EYSA (SQQ) — Шяуляйский международный аэропорт — Шяуляй

### Национальные аэропорты, аэродромы
(MIL: военные аэропорты, авиабазы и аэродромы)
- EYAL Alytus
- EYBI Biržai
- EYJB Jurbarkas
- EYKA KAUNAS INTL
- EYKD Kėdainiai
- EYKG Kaunas/Gamykla
- EYKL Клайпеда
- EYKR Kazlu Ruda MIL
- EYKS Kaunas/S. Dariaus ir S. Gireno
- EYKT Kartena
- EYMA Tirkšliai
- EYMM Sasnava
- EYNA Akmenė
- EYND Nida
- EYNE Nemirseta
- EYPA PALANGA INTL
- EYPI Panevėžys/Istra
- EYPK Pikeliškės
- EYPN Panevėžys
- EYPP Pajuostis MIL
- EYPR Pociūnai
- EYRK Rokiškis
- EYRU Rukla
- EYSA ŠIAULIAI INTL/CIV/MIL
- EYSE Šeduva
- EYSI Šilutė MIL
- EYTL Telšiai
- EYUT Utena
- EYVA VILNIUS (MOT/CAD)
- EYVC VILNIUS(ACC/FIC/COM/RCC)
- EYVI VILNIUS INTL
- EYVK Kyviškės MIL
- EYVL VILNIUS (FIR)
- EYVN VILNIUS (NOF/AIS)
- EYVP Paluknys
- EYZA Zarasai
- EYZE Žekiškės.